# Josphat Kiprono Letting
Josphat Kiprono Letting, auch Josphat Kiprono Leting, (* 1. Januar 1988) ist ein kenianischer Langstreckenläufer, der sich auf Straßenläufe spezialisiert hat. Er war erfolgreich bei Stadtmarathonläufen in Enschede und in Münster. 2016 wurde er Dritter beim Marathon in Hamburg.

## Persönliche Bestzeiten
| Strecke           | Zeit      | Ort      | Datum           |
| ----------------- | --------- | -------- | --------------- |
| 10 km Straßenlauf | 29:45 min | Berlin   | 9. Oktober 2011 |
| Halbmarathon      | 62:50 min | Hamburg  | 17. April 2016  |
| Marathon          | 2:09:34 h | Enschede | 21. April 2013  |

## Erfolge
| Strecke           | Zeit      | Ort       | Datum              |
| ----------------- | --------- | --------- | ------------------ |
| Marathon          | 2:10:44 h | Hamburg   | 17. April 2016     |
| Marathon          | 2:12:04 h | Mumbai    | 17. Januar 2016    |
| Marathon          | 2:12:18 h | Münster   | 6. September 2015  |
| Marathon          | 2:10:40 h | Münster   | 14. September 2014 |
| Marathon          | 2:15:47 h | Enschede  | April 2014         |
| Marathon          | 2:09:34 h | Enschede  | 21. April 2013     |
| Halbmarathon      | 1:05:42 h | Heemskerk | 17. Juni 2012      |
| 10 km Straßenlauf | 29:45 h   | Berlin    | 9. Oktober 2011    |
| Halbmarathon      | 1:03:13 h | Haarlem   | 25. September 2011 |
| Halbmarathon      | 1:05:15 h | Saragossa | 4. Mai 2003        |